# Petros Ravousis
Petros Ravousis (1 de outubro de 1954) é um ex-futebolista profissional grego que atuava como defensor.

## Carreira
Petros Ravousis defendeu a Seleção Grega de Futebol, na histórica presença na Euro 1980.

## Ligações Externas
- Perfil em Fifa.com (em inglês)